# 比屋根毅
比屋根 毅（ひやね つよし、1937年9月1日 - 2020年6月4日）は、日本の洋菓子職人、実業家。エーデルワイス創業者。石垣市名誉市民。

## 略歴
1937年9月1日、沖縄県八重山郡石垣町（現在の石垣市）のサトウキビ農家で、8人兄弟の3番目として生まれる。15歳の時に石垣島を出て那覇市で2年を過ごした後、17歳の時に大阪府の製菓会社に就職。全国菓子大博覧会で大賞を受賞したことを機に、1966年3月29日、兵庫県尼崎市の立花商店街に7坪の店舗を構え、エーデルワイスを創業。同社の代表取締役社長、会長として、80店舗を展開する企業に成長させた。
旭日双光章、レオポルド2世勲章コマンドゥール章を受章。兵庫県洋菓子協会会長、日本洋菓子協会連合会副会長、尼崎商工会議所副会頭を歴任。

## テレビ番組
- 日経スペシャル カンブリア宮殿 スイーツ一筋60年！　"洋菓子界の巨匠"波乱万丈の人生（2014年1月23日、テレビ東京）[8]

## 著書
- 『仕事魂』（2006年6月8日、致知出版社）ISBN 9784884747473
- 『菓子ひとすじ わが心の自叙伝』（2009年7月10日、神戸新聞総合出版センター）ISBN 9784343005304
- 『人生無一事 人生をつくる70の言葉』（2016年9月1日、致知出版社）ISBN 9784800911223